# Рівняння теплопровідності
Рівня́ння теплопрові́дності — рівняння, що визначає закон зміни температури з часом при теплопередачі через теплопровідність.
{\displaystyle c{\frac {dT(\mathbf {r} )}{dt}}=-\nabla \cdot \mathbf {q(\mathbf {r} )} +S(\mathbf {r} )},
де c — питома теплоємність, {\displaystyle \mathbf {q} } — тепловий потік, S — джерело тепла.
У випадку, коли тепловий потік пропорційний градієнту температури (закон Фур'є)
{\displaystyle \mathbf {q} =-\kappa \nabla T},
закон теплопровідності набирає форми:
{\displaystyle c{\frac {dT}{dt}}=\kappa \nabla ^{2}T+S}.
Це неоднорідне диференційне рівняння в часткових похідних параболічного типу, схоже на рівняння дифузії.
Здебільшого при розв'язуванні рівняння теплопровідності вважають, що теплоємність і коефіцієнт теплопровідності не залежать від температури. В такому випадку рівняння теплопровідності стає лінійним.